# Turcmans
|  | Aquest article tracta sobre el poble asiàtic. Si cerqueu la llengua parlada pels turcmans, vegeu «Turcman». |

Els turcmans és un terme col·lectiu que designa als pobles turcs nòmades de l'Àsia central. Avui en dia, el terme «turcmans» designa als habitants del Turkmenistan, mentre la resta de pobles turcs de l'Àsia central i Pèrsia són anomenats pels seus gentilicis ètnics propis.
Es creu que el nom deriva del persa Turk-namand (Semblants als turcs). Inicialment es va dir turcmans als pobles turcs instal·lats a Mawara al-Nahr (Transoxiana) però progressivament va incloure a tots els habitants, o sigui també als iranians (tadjiks). Una altra teoria diu que turcman deriva de Turk (turc) i de man (derivatiu que significa augment, força, una cosa així com «Més Turcs»). Els historiadors del segle xi i XII designaven com a turcmans les tribus oghuz i altres tribus que havien esdevingut musulmanes; així inicialment turcman va servir no per definir una ètnia sinó a les poblacions turquitzades islamitzades.